# Comune di Besançon
La Comune di Besançon (in francese: Commune de Besançon) è stato un movimento rivoluzionario concepito e sviluppato nel 1871, mirando alla proclamazione di un potere autonomo locale basato sulle esperienze di Lione e Parigi. Ha origine da sconvolgimenti sociologici che hanno trasformato la città e con l'emergere di sindacati che includono una sezione di AIT in relazione al futuro Federazione del Giura. La Guerra franco-prussiana, la caduta del Secondo Impero e l'avvento della Terza Repubblica, precipitano gli eventi. Mentre molti notabili testimoniano un contesto di insurrezione e si organizza il sostegno armato della Svizzera, la corrispondenza lasciata da James Guillaume e Michail Bakunin attestano uno previsto conflitto tra la fine di maggio e l'inizio di giugno 1871. Tuttavia con l'inizio della "Semaine sanglante" (settimana di sangue) il 21 maggio e il proseguimento di una campagna interna fino al 7 giugno, ogni tentativo è stato seriamente compromesso. Nonostante la speranza di una ripresa, le settimane e i mesi che seguono l'idea di un'insurrezione vengono definitivamente abbandonati rafforzate dall'estinzione dei gruppi e delle attività chiamate anarchiche dal 1875.